# 阿萨姆联合解放阵线
阿薩姆聯合解放陣線（United Liberation Front of Asom）是在印度东北地区多个分离组织中之一，成立于1979年，並在1990年正式活動。该组织谋求通过武装斗争来建立自治政府。於1990年被印度政府定性為恐怖組織 ，而美國國務院則列為「其他受關注團體」。
2009年12月5日，該組織指揮官被印度政府拘捕。2011年，於孟加拉被大規模鎮壓，並開始和印度政府談判。2011年9月3日，ULFA、阿薩姆政府和印度政府三方達成停火協議。